# 廣州市立美術學校
廣州市立美術學校，時人簡稱為「市美」，成立於1922年的廣州，是近代中國南方第一所官立美術學校，對後世影響頗大。

## 歷史
1921年，熱愛美術、曾習油畫的許崇清擔任廣州市教育局局長，他邀請了在東京美術學校畢業的好友胡根天到廣州籌辦一所市立美術學校。翌年，從美國歸來的畫家馮鋼百也加入籌辦工作。市美隨後於第一公園（今人民公園）內成立，第一任校長由許崇清兼任，胡根天任教務主任，總務主任則由馮鋼百擔任。
該校最初仿照日本東京美術學校，只設西洋畫系，兼有理論課程和國文、外語、音樂等公共科目。曾在西畫系任教的畫家包括留學墨西哥的趙雅庭，留學日本的關良、陳士敏、譚華牧、何三峰等。
1925年，許崇清轉任廣東省教育廳長，於是由胡根天接任校長，並籌辦中國畫系和藝術師範系。國畫系課程除了基本的素描寫生，還有書法、金石、畫論等等。藝術師範系則以培養中小學美術老師為目標。1927年國共分裂，當局把校長胡根天免職，學校遷址三元宮。1928年由司徒槐接任校長。
1932年，李研山被委任為第四任校長，銳意同時發展中國畫系和西洋畫系。中國畫系聘請了國畫研究會的骨幹成員如黃君璧、趙浩公等任教，而西洋畫系的教授則有關良、許敦谷、陳之佛等。一時名家聚於一堂，市美迎來了它的「黃金時代」。
1936年，留學法國的雕塑家和詩人李金髮接任校長一職。1938年日軍侵華南下，李金髮沒有執行廣東省政府要求撤校到大後方的命令，市美終於被解散。
在1922年到1938年的16年間，曾任教過的著名美術家還包括：李鐵夫、陳抱一、何香凝、高劍父、陳樹人、高奇峰、林風眠、趙少昂、丁衍鏞、吳子復等。培育出許多優秀的學生，他們分佈到中國各地包括香港及澳門，為中國美術的承傳及發展作出了不少貢獻。